# 1917 dans la police
Cet article présente les faits marquants de l'année 1917 dans la police.

## Évènements
- 23 août 1917 : mutinerie aux États-Unis de 156 soldats afro-américains lors d'une émeute à Houston, déclenchée par des coups portés à une femme noire par deux officiers de police blancs.